# Leonard Goffiné
Leonard Goffiné ou Goffine (Colônia, 6 de dezembro de 1648 - , 11 de agosto de 1719) foi um padre católico alemão, premonstratense, que escreveu textos devocionais que exerceram influência na espiritualidade católica do seu país por mais de dois séculos após a sua morte.

## Biografia
Nascido em Colônia, ou, de acordo com outras fontes, Broich, aos dezenove anos entrou para o Mosteiro Norbertine de Steinfeld, no distrito de Eifel na Alemanha, e iniciou seus dois anos de noviciado em julho 1667, tendo feito seus votos solenes em 16 de julho deste mesmo ano. Foi enviado para cursar filosofia e teologia no colégio Norbitine em Colônia. Foi ordenado padre em um sábado, antes do Natal de 1669. Goffine foi enviado para Dünwald, para assessorar os padres que foram encarregados da direção da paróquia e do convento das canonesas Norbertinas. Com o mesmo objetivo, foi depois enviado para Ellen, onde também havia um convento de Freiras Norbertinas. Goffine permaneceu por quatro anos em cada um desses conventos, sendo chamado de volta pelo Abade, em 26 de fevereiro de 1680, para ocupar o cargo de Chefe do Noviciado no Mosteiro. Em seguida, foi responsável pela paróquia de Clarholz, que foi incorporada pelo Mosteiro de Norbetino de mesmo nome, na diocese de Osnabrück, em razão da falta de sacerdotes, provocada pelo Luteranismo e pelos trinta anos de guerra. Por isso, Abades e Bispos foram obrigados a recorrer a outras diocese ordens religiosas para preencher essas vagas.[carece de fontes?]

## Obras
- Auslegung der Regel des heiligen Augustinus (Cologne, 1692);
- Trostbuch in Trübsalen (Cologne)
- Cibus animæ matutinalis, etc. (Cologne, 1705)
- Sermons for the whole year, 2 vols. (Nuremberg, 1705)
- Erklarung des Katechismi Petri Canisii (Cologne, 1712)
- Die Lehre Christi (Cologne, 1715)
- Kleiner Kinder-katechismus (Cologne, 1717)
- Der Wachter des gottlichen Worts (Cologne, 1718)
- Praxes Sacræ seu modus explicandi cæremonias per annum (Frankfurt, 1719).